# Ávila
Pour les articles homonymes, voir Ávila (homonymie).
Ávila est une ville, chef-lieu de la province d'Ávila dans la communauté autonome de Castille-et-León en Espagne. Située à 1 182 mètres d'altitude, dans une enclave rocheuse sur la rive droite de l'Adaja, affluent du Douro (en espagnol Duero), elle est la capitale de province la plus haute d'Espagne. La commune d'Ávila couvre 231,9 km2.
La ville possède trois titres honorifiques, soit Ávila de los Caballeros (Ávila des chevaliers), Ávila del Rey (Ávila du Roi) et Ávila de los leales (Ávila des loyaux).
La ville a pour particularité d'être entourée d'une muraille médiévale, de style roman, entièrement conservée.

## Histoire

### Préhistoire et période romaine
Le nom de la ville provient des divers peuples et tribus qui ont vécu depuis des millénaires dans la province. Les premiers étaient les Vettons qui l'appelèrent 'Óbila (mont haut) ; elle était l'un des castros (village pré-romain fortifié, généralement situé au sommet d'une colline ou autre lieu facile à défendre des attaques extérieures) les plus importants de ce peuple, au même titre que Sanchorreja, Berrueco, Mesa de Miranda, Las Cogotas, El Raso y Ulaca. Les Vettons ont laissé des vestiges archéologiques dans l'ensemble du territoire de la province d'Ávila, spécialement des verrats en argile.
Ce furent les Romains qui la peuplèrent plus tard. Ils lui donnèrent le nom de Abila ou Abela. Les Romains ont laissé eux aussi leur empreinte dans l'histoire de la ville. On peut le voir surtout dans le Casco viejo (la vieille ville), qui est entouré par la muraille. Les rues piétonnes, les mosaïques et la Plaza Mayor (grand place) nommée aussi Mercado Grande (grand marché) ou El Grande tout court, font partie des vestiges romains que l'on peut toujours admirer à Ávila.

### Les Wisigoths

#### Place forte wisigothe

Royaume wisigoth sous Alaric II, vers 500.

Les premiers peuples Wisigoths dans la Péninsule Ibérique se sont établis dans une aire relativement étroite. Sur la liste de peuplements Wisigoths en Espagne on peut citer les villes de Burgos, Soria, Guadalajara, Tolède, Ávila, Cáceres, Madrid et Palencia, ce qui mène à penser que le choix des zones de peuplement découlent de considérations geo-stratégiques. Même si le lieu exact n'a pas encore été déterminé, on sait qu'Ávila a été une des places fortes pendant la période wisigothe. Pendant les VIe et VIIe siècles, il n'y a pas eu de conflit touchant cette ville.
D'après les tablettes d'argile trouvées sur le territoire de l'ancienne commune de Diego Álvaro, les Wisigoths réservaient l'usage de la terre aux cultures céréalières et à l'élevage.
Ávila à cette période joue un rôle actif sur le plan religieux comme en témoigne la documentation qui cite la participation des prélats d'Abela aux conciles tolédains, conséquence de la proximité de Tolède, capitale du Royaume wisigoth.

#### Archéologie
L'empreinte wisigothe est confirmée par la présence de l'église de Santa María de la Antigua qui était attachée à un monastère. Les chroniques mentionnent que ce monastère a été fondé avant 687. Il s'agissait d'un monastère double (il y avait des nonnes et des moines) jusqu'à l'arrivée des arabes. Son importance était si grande qu'il est cité comme le lieu de la mort de sainte Léocadie, fille du roi wisigoth Wamba. Le duc Severiano, noble wisigoth, y aurait été enterré aussi.

### Moyen Âge

#### La période musulmane
Lors de l'arrivée des Maures, il n'y a pas eu de résistance de la part des habitants de la ville ni de mesures répressives de la part des envahisseurs. Les rapports quotidiens entre les deux cultures étaient ce qu'il y a de plus normal ; la communauté chrétienne a pu garder ses coutumes, ses églises et sa culture ; voire parfois la population s'est vue libérée des impositions de la noblesse et du clergé wisigoths. Pourtant, les musulmans exclurent les non-musulmans du pouvoir.
Sous la domination musulmane, la ville est devenue un point stratégique, toujours convoité par les musulmans et les chrétiens, car elle représentait une place forte dans leur système de défense ; l'affrontement était constant. Les armées chrétiennes occupèrent plusieurs fois la ville toujours de façon éphémère. Alphonse Ier et son fils Fruela menèrent plusieurs expéditions ; ils arrivèrent à prendre la ville de 740 à 742. Leur but n'était pas d'y rester mais d'en détruire les défenses, récupérer un butin et en même temps, profitant que les habitants chrétiens de la ville suivaient le roi lors de l'évacuation de la ville, trouver de nouveaux habitants pour le repeuplement et la défense des royaumes chrétiens.
Après les incursions des rois chrétiens, Ávila vécut trois siècles pour lesquels les historiens n'ont pas de documentation. La destruction des cultures et des villes elles-mêmes, l'évacuation de leur population chrétienne vers le nord, ont laissé pratiquement dépeuplées Ávila, comme d'autres villes de la Meseta (le plateau castillan). À partir du VIIIe siècle, ces villes et régions de Castille devinrent ce qu'on appelle le Désert du Douro, c'était un no man's land, la scène parfaite pour les affrontements d'un camp contre l'autre.

#### Reconquista
Au XIe siècle, Raymond de Bourgogne, de par son mariage à Urraque, donc gendre d'Alphonse VI de Castille, fut chargé du repeuplement du centre de la péninsule et, dans le but de protéger Tolède apparaissent des murailles autour des villes de Salamanque, Ávila et Ségovie. Plus tard, le repeuplement s'étend de plus en plus vers le sud, ce qui fait qu'Avila perd de l'importance sur l'échiquier de la Reconquista, même si la ville avait voix et droit de vote au sein des Cortes de Castille.

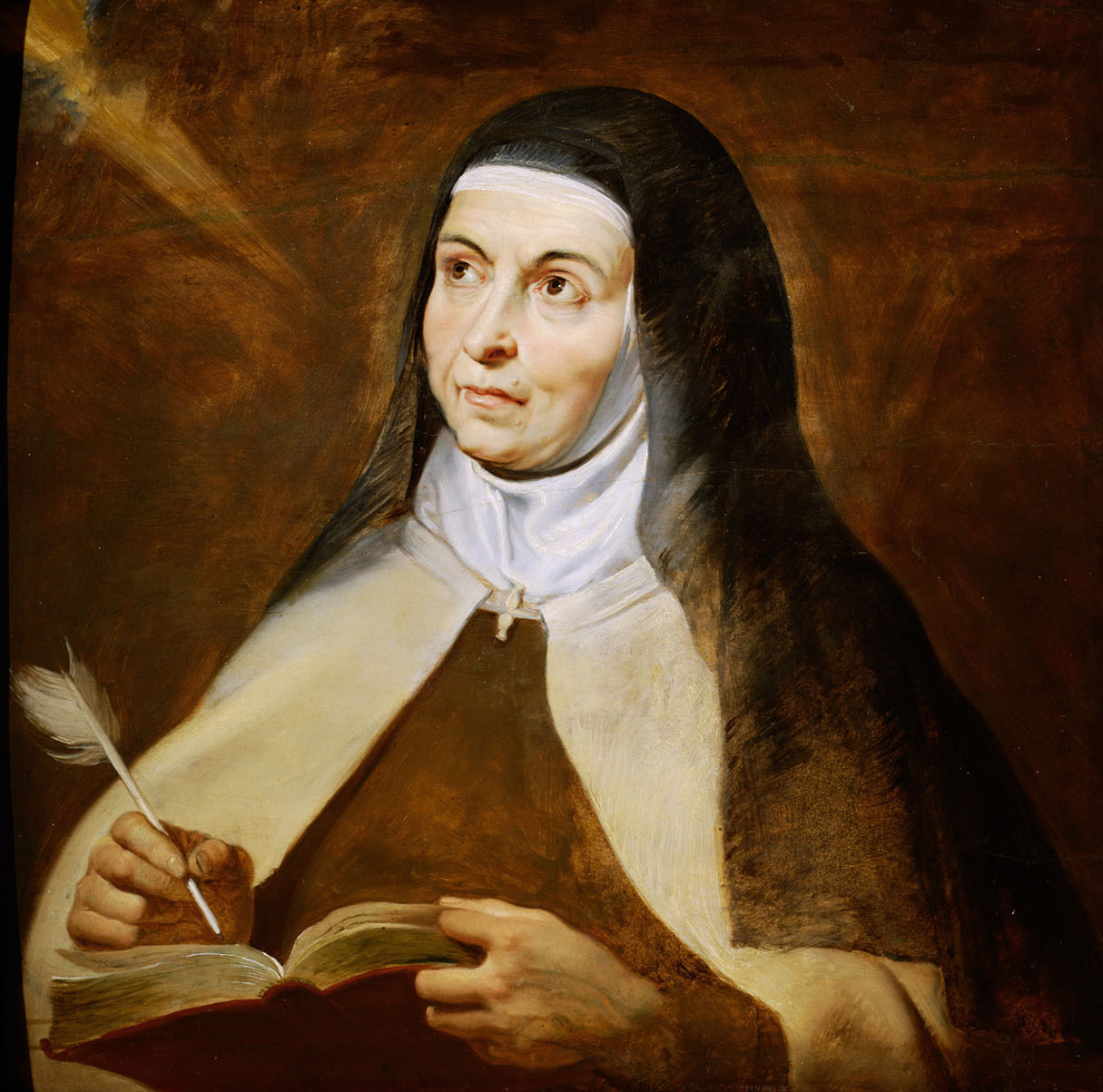
Sainte Thérèse d'Avila par Pierre Paul Rubens.

À la fin du Moyen Âge, la ville et sa province prospèrent énormément ; elle voit naître de nombreux personnages religieux, écrivains et conseillers spirituels tels que Teresa de Cepeda y Ahumada (plus connue sous le nom de sainte Thérèse d'Avila) qui fonde en 1562 son premier couvent de carmes réformés dans la ville d'Avila. Cette installation provoque immédiatement des troubles tant dans la population, que chez certains carmes (qui voient d'un mauvais œil cette réforme). Les esprits s'apaisent, et avec le soutien de l'Église, Thérèse étend sa réforme dans toute l'Espagne. Elle meurt en 1582 à Alba de Tormes. La tentative pour rapatrier son corps à Avila en 1585 échoue. Elle est canonisée en 1622, faisant d'elle une célébrité de la ville d'Ávila.
C'est à partir du XVIIe siècle que la ville entre dans une période de longue décadence et de dépeuplement qui à un moment a vu Ávila habitée par seulement 4 000 âmes.

### Le soulèvement des comuneros
Pendant la guerre civile castillane (1520), la ville était le fief des partisans de l'Infant Alonso. Son conseil était l'un des principaux organisateurs de la guerre des communautés. C'est là que fut formée la première junte de Comuneros.

## Climat

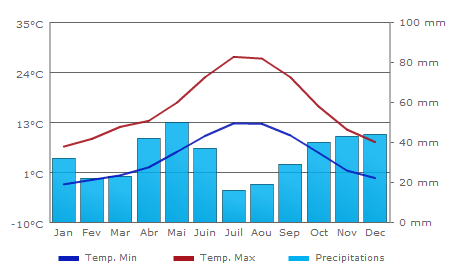
Climat d'Ávila.

| Mois                                | jan. | fév. | mars | avril | mai  | juin | jui. | août | sep. | oct. | nov. | déc. | année |
| ----------------------------------- | ---- | ---- | ---- | ----- | ---- | ---- | ---- | ---- | ---- | ---- | ---- | ---- | ----- |
| Température minimale moyenne (°C)   | −1,5 | −0,5 | 0,5  | 2,3   | 5,8  | 9,4  | 12,2 | 12,1 | 9,5  | 5,6  | 1,6  | −0,1 | 4,7   |
| Température maximale moyenne (°C)   | 7    | 8,7  | 11,4 | 12,8  | 16,9 | 22,6 | 27,2 | 26,8 | 22,6 | 16   | 10,8 | 8    | 15,9  |
| Précipitations (mm)                 | 32   | 22   | 23   | 42    | 50   | 37   | 16   | 19   | 29   | 40   | 43   | 44   | 397   |
| Nombre de jours avec précipitations | 6    | 5    | 4    | 8     | 9    | 5    | 2    | 2    | 4    | 6    | 6    | 7    |       |

## Patrimoine
La ville est considérée « monument historique et artistique national » depuis 1884 ; elle est aussi inscrite sur la Liste du patrimoine mondial de l'Unesco depuis 1985. Son principal monument est la grandiose Muraille d'Ávila (XIe-XIVe siècle), de plus de 2 500 m de long, neuf portes d'entrée et 88 tours.

### Architecture religieuse

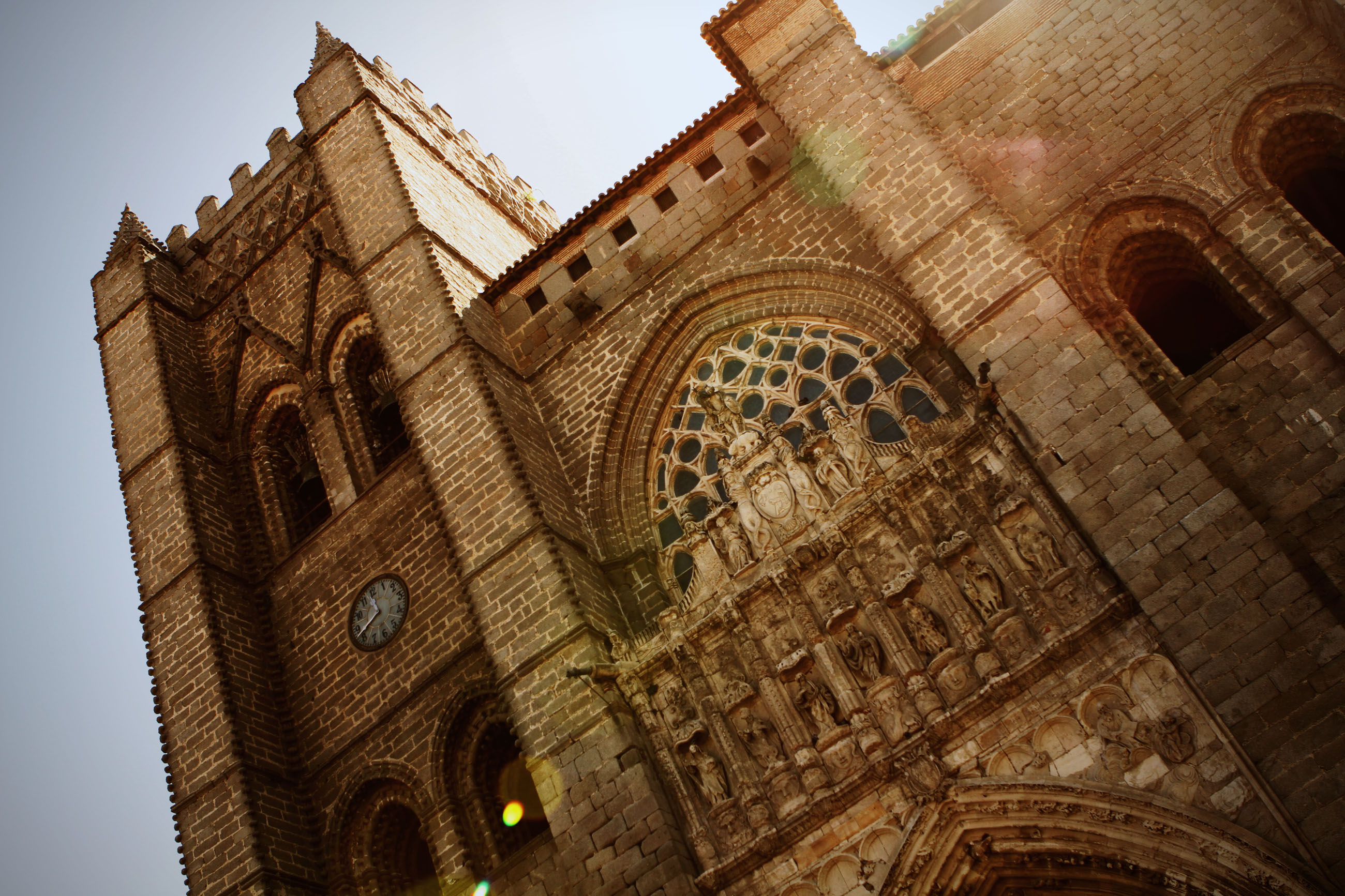
Cathédrale d'Ávila, portail ouest.

- Cathédrale d'Ávila : (gothique, XIIe-XVe siècle) La façade nord, où se trouve le porche des Apôtres, présente un style gothique du côté gauche et un style Renaissance du droit. Du côté ouest, on voit deux colonnes formant un portail couvert suivant un style bourguignon. Elle est intégrée au mur est, et son abside fortifiée forme la plus grande tour de la muraille. C'est cette face qui apparaît sur le blason de la ville.
- Basilique romane de San Vicente : (XIIe siècle-XIVe siècle) la conception est attribuée au Français Giral Fruchel, le pionnier du style gothique en Espagne. Sa structure suit le style des basiliques latines avec son plan en croix, trois nefs, un dôme, des tribunes, trois absides, un atrium, deux tours et une crypte.
- Église romane San Pedro (es) : sa construction commence dans les années 1100. Elle est située à l’extérieur des murs de la ville, à la Plaza de Mercado Grande aux portes d’Alcazar.
- Eglise romane San Andrés : une des plus vieilles églises romanes de la ville.
- Monastère Santo Tomás : monastère dominicain de la fin du XVe siècle. Bien qu’il soit éloigné du centre historique, c’est l’un des monuments les plus importants de la ville.
- Santuario de Nuestra Señora de Sonsoles : ce sanctuaire situé à 6 km de la capitale dans un environnement pittoresque a un restaurant, un hôtel, une place pour pique-niquer ainsi qu’un parc à jeux. Traditionnellement, les gens font un pèlerinage jusqu’à la statue de la Vierge de Sonsoles, y font un vœu, puis marchent jusqu’à l’église pieds nus.
- Ermita de San Segundo : magnifique ermitage situé à l’ouest d’Ávila, à l’extérieur des murs, sur le bord de la rivière Adaja. Une croyance populaire dit qu’en introduisant un mouchoir dans la tombe du saint et en faisant trois vœux, le saint en exaucera un.
- Monastère de l'Incarnation : couvent de carmélites dans lequel Thérèse d'Avila fit son entrée dans l'Ordre du Carmel avant de lancer sa grande réforme de l'Ordre.
- Monastère Saint-Joseph : couvent de carmélites fondé en 1562. Ce couvent est célèbre, car ce fut le premier fondé par sainte Thérèse.
- Los Cuatro Postes, monument lié à un épisode de la vie de Thérèse d'Avila.

### Architecture civile

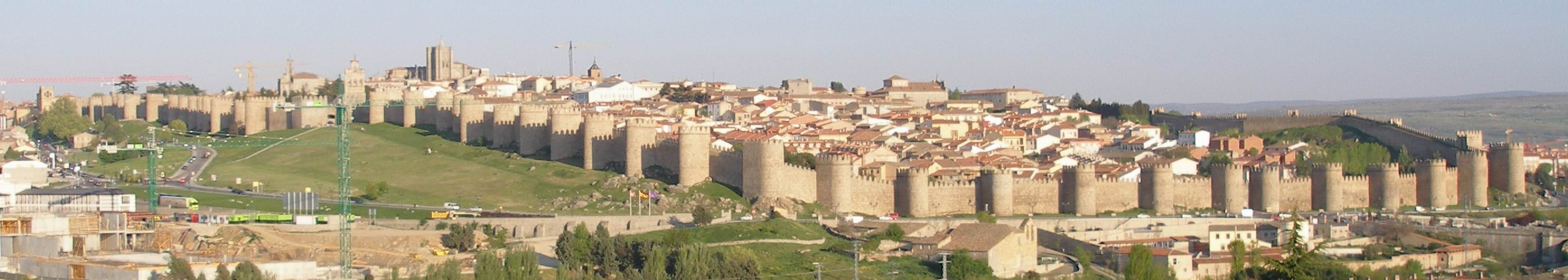
Vue de la muraille.

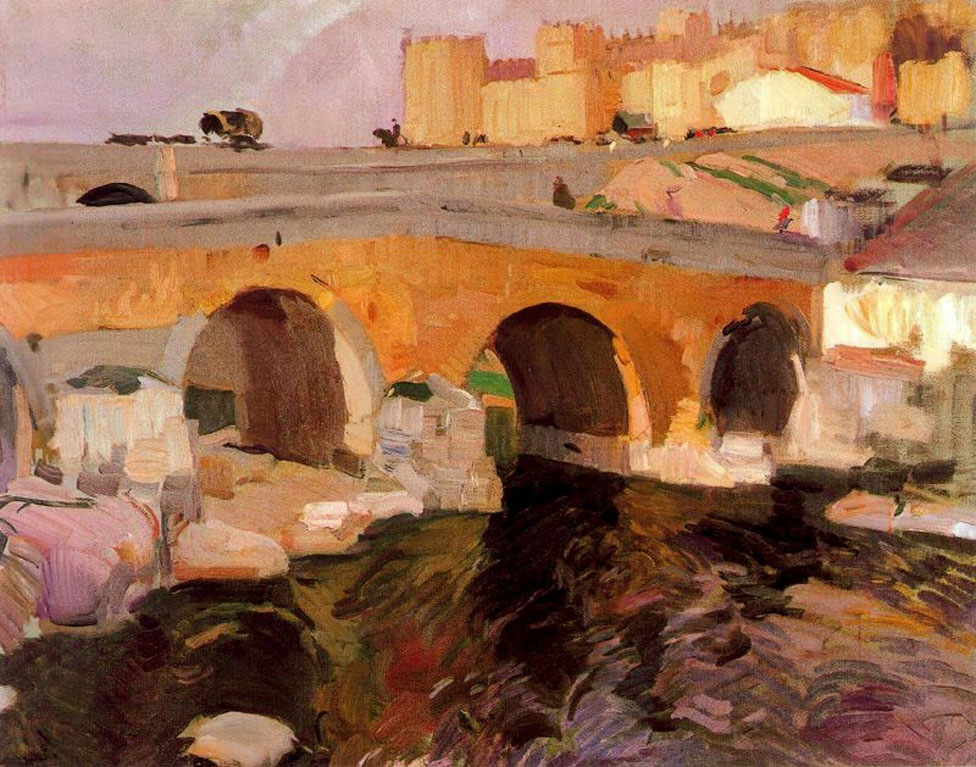
Le Vieux Pont d'Ávila, 1910
Joaquín Sorolla
Musée Sorolla, Madrid

- Les Murailles d'Ávila, sans doute fondées sur le tracé des remparts romains. Au niveau de la porte Saint-Vincent, des fouilles archéologiques ont mis en évidence l'utilisation de pierre tombales datant de l'époque romaine, ainsi que des pierres celtiques. Des inscriptions en hébreu ont aussi été découvertes, suggérant l'existence ancienne d'une communauté juive dans la ville.
- Palacio de Valderrábanos (XVe siècle)
- Casa de los Deanes (XVIe siècle)
- Torreón de los Guzmanes
- Palacio de los Verdugo (XVe-XVIe siècle)

## Célébrations
Fiesta de Santa Teresa
Pendant presque tout le mois d’octobre, la ville célèbre en grand avec plusieurs groupes de musique reconnus, des batailles de taureaux, et des processions religieuses avec la participation de l’évêque.

## Personnalités d'Ávila
Ávila est aussi le lieu de naissance de :
- Thérèse d'Avila (1515-1582), carmélite, réformatrice de l'Ordre, ayant fondé de nombreux couvents dans toute l'Espagne, canonisée en 1622 et déclarée docteur de l'Église en 1970. Elle est l'auteur de nombreux ouvrages spirituels tel Le Chemin de perfection et Le Château intérieur ;
- Tomás Luis de Victoria, compositeur du XVIe siècle ;
- Diego de Rosales, peintre du Siècle d'or espagnol ;
- Claudio Sánchez-Albornoz, Président du gouvernement de la République espagnole en exil ;
- Adolfo Suárez (1er avril 1979 - 29 janvier 1981), président du gouvernement (1976-1981) ;
- Ángel Acebes (1958), maire d'Ávila (1991-1995), ministre des Administrations publiques (1999-2000), ministre de la Justice (2000-2002), ministre de l'Intérieur (2002-2004) ;
- Agustín Rodríguez Sahagún (1932-1991), ministre de l'Industrie (1978-1979), ministre de la Défense (1979-1981), maire de Madrid (1989-1991) ;
- Marie-Thérèse Lozano, épouse du général-baron de l'Empire Jacques de Montfort ;
- Feliciano Rivilla (1936-2017), footballeur espagnol ;
- Julio Jiménez-Munoz (1934-2022), champion cycliste ;
- Tito Valverde (1951-), acteur.

### Société
- L'avocate Rosario Porto Ortega (1969-2020), ancienne consule de France à Saint-Jacques-de-Compostelle, condamnée dans la célèbre affaire Asunta Basterra, s'est donné la mort dans le centre pénitentiaire pour femmes de Brevia, situé sur le territoire de la ville d'Ávila[4].

## Sports
Arrivées du Tour d'Espagne :
Depuis le début des années 2000, l'arrivée de la Vuelta à Ávila est devenu un classique, avec son final à grand spectacle sur la portion pavée longeant les fortifications de la ville.
- 2015 :  Alexis Gougeard
- 2009 :  Philip Deignan
- 2007 :  Luis Pérez
- 2005 :  Nicki Sørensen
- 2004 :  Javier Pascual Rodriguez
- 2002 :  José Vicente García Acosta
- 2000 :  Mariano Piccoli
- 1999* :  Jan Ullrich (clm)
- 1999* :  Frank Vandenbroucke

* 2 arrivées dans le même tour

## Jumelages
- Rueil-Malmaison (France) ;
- Villeneuve-sur-Lot (France).